# Wilhelm Mensching (Mediziner)
Wilhelm Mensching (vollständiger Name Friedrich David Wilhelm Mensching; * 1719 im Raum Hannover; † 28. Oktober 1798 in Boizenburg) war ein deutscher praktischer Arzt.

## Leben
Wilhelm Mensching gelangte mit einer militärischen Formation als Feldscheer in die Stadt Boizenburg.
Dort arbeitete er bereits 1751. 1756 promovierte er an der Universität Rostock unter dem Vorsitz von Georg Christoph Detharding mit seiner Dissertation de operationibus quibusdam chirurgicis temere institutis. Anschließend arbeitete er als praktischer Arzt in Boizenburg.
1790 wurde Wilhelm Mensching zum Hofrat ernannt.

## Familie
Am 15. Oktober 1755 ließ Mensching seinen Sohn Ernst Wilhelm Mensching (1755–1807) in Boizenburg taufen, den späteren Arzt in Schwerin.

## Schriften
- Dissertatio inavgvralis medica de operationibvs qvibvsdam chirvrgicis temere institvtis. : Qvam, annvente nvmine divino atqve avctoritate gratiosae facvltatis medicae, in inclvta Academia Rostochiensi, svb praesidio Dn. Georgii Christophori Dethardingii, collegii dvcal. profess. et facvltat. med. senioris, hvivsqve h. decani, sereniss. dvc. regn. megapol. consil. avlici, pro gradv doctoris more maiorvm rite obtinendo. Horis locoqve consvetis Anno MDCCLVI. d. XXX. Septembris / pvblice ventilandam proponit Fridericvs David Wilhelm. Mensching, Hannoveranvs., Rostochii: litteris Adlerianis [1756]; Digitalisat der Universität Rostock